# آندری هریوکو
آندری هریوکو (اوکراینی: Андрій Аскольдович Грівко؛ زادهٔ ۷ اوت ۱۹۸۳) دوچرخه‌سوار اهل اوکراین است.
از باشگاه‌هایی که در آن بازی کرده‌است می‌توان به ویلیر تریستینا–سله ایتالیا، ده ناردی، تیم آستانه، و تیم میلرام اشاره کرد. وی همچنین از دوچرخه‌سواران بازی‌های المپیک تابستانی ۲۰۰۸ بوده است که در المپیک‌های ۲۰۱۲ و ۲۰۱۶ نیز حضور داشت.